# Rodrigo Nieto
Rodrigo José Nieto Maturana, diplomático chileno, actual Embajador de Chile en Rusia (2017- ). Ha sido Cónsul Adjunto de Chile en Berlín Occidental (1984); en las Embajadas de Chile en España (1987-1990), Suecia (1991-1991), Australia (1994-1999), Brasil (2000-2005) y Embajador en Hungría (2010-2015).

## Biografía
Tras egresar de la Academia Diplomática Andrés Bello en 1981 e incorporarse al Servicio Exterior, ha ejercido en la Delegación Permanente de Chile ante los Organismos Internacionales (con sede en Viena, Austria); como Cónsul Adjunto de Chile en Berlín Occidental (1984); en las Embajadas de Chile en España (1987-1990), Suecia (1991-1991), Australia (1994-1999) y Brasil (2000-2005).
En su trayectoria en el Ministerio de Relaciones Exteriores, Nieto se ha desempeñado en la Dirección de Asuntos Económicos Internacionales, Departamento Unión Europea y Organización Mundial del Comercio; en la Dirección de Política Multilateral, Departamento de Agencias Especializadas y Departamento de Naciones Unidas; en la Dirección de Política Bilateral, Departamento del Pacífico (1985-1986); en el Gabinete del director general de Política Exterior (1992-1993); como jefe del Departamento MERCOSUR- Grupo de Río de la Dirección de América del Sur (1999-2000) y como jefe de Gabinete del director de Política Exterior de la Cancillería (2005-2006).
Al momento de ser designado para encabezar la misión en Hungría, se desempeñaba como Ministro Consejero en la Embajada de Chile en Nueva Zelandia (2007-2010).